# Greig Fraser
Greig Fraser (3 de octubre de 1975) es un director de fotografía australiano que estudió en la Universidad RMIT. Pertenece a la Australian Cinematographers Society (ACS) y a la American Society of Cinematographers (ASC).
Su trabajo más conocido incluye las películas La noche más oscura (2012), Lion (2016), Rogue One (2016), Vice (2018), Dune (2021) y The Batman (2022).

## Premios
Por su trabajo en Dune ganó su primer Óscar a la mejor fotografía en 2022.
En 2020, Fraser ganó el premio Primetime Emmy a la mejor fotografía en una serie de una sola cámara (media hora) por su trabajo en la serie de televisión The Mandalorian.
Por su trabajo en Lion, ganó el Premio de la Sociedad Estadounidense de Directores de Fotografía por Logro Destacado en Cinematografía en Estrenos Teatrales y el Premio AACTA a la Mejor Fotografía, recibiendo nominaciones al Premio de la Academia y a los Premios BAFTA.
Por su cortometraje Cracker Bag fue nominado a Mejor Fotografía en los Premios AFI 2003.

## Vida personal
Fraser conoció a la diseñadora de vestuario Jodie Fried en Sídney en 2004, mientras trabajaban en un cortometraje. Después de mudarse a Estados Unidos en 2008, se casaron en un helicóptero sobre Las Vegas. Viven en Los Ángeles con sus tres hijos.

## Filmografía

### Cine
| Películas que aún no se han estrenado | Películas que aún no se han estrenado |

| Año  | Título                      | Director         | Notas |
| ---- | --------------------------- | ---------------- | --- |
| 2005 | Jewboy                      | Tony Krawitz     | |
| 2006 | Out of the Blue             | Robert Sarkies   | |
| 2009 | Bright Star                 | Jane Campion     | Nominado - Chicago Film Critics Association Award for Best Cinematography |
| 2009 | Last Ride                   | Glendyn Ivin     | |
| 2009 | The Boys Are Back           | Scott Hicks      | |
| 2010 | Let Me In                   | Matt Reeves      | |
| 2012 | Killing Them Softly         | Andrew Dominik   | |
| 2012 | Snow White and the Huntsman | Rupert Sanders   | |
| 2012 | Zero Dark Thirty            | Kathryn Bigelow  | New York Film Critics Circle Award for Best Cinematographer Nominado - Chicago Film Critics Association Award for Best Cinematography Nominado - National Society of Film Critics Award for Best Cinematography Nominado - Washington D. C. Area Film Critics Association Award for Best Cinematography |
| 2014 | Foxcatcher                  | Bennett Miller   | |
| 2014 | The Gambler                 | Rupert Wyatt     | |
| 2016 | Lion                        | Garth Davis      | AACTA Award for Best Cinematography ASC Award for Outstanding Achievement in Cinematography in Theatrical Releases Nominado - Academy Award for Best Cinematography Nominado - BAFTA Award for Best Cinematography |
| 2016 | Rogue One                   | Gareth Edwards   | |
| 2018 | Mary Magdalene              | Garth Davis      | |
| 2018 | Vice                        | Adam McKay       | |
| 2021 | Dune                        | Denis Villeneuve | Academy Award for Best Cinematography ASC Award for Outstanding Achievement in Cinematography in Theatrical Releases BAFTA Award for Best Cinematography Dallas–Fort Worth Film Critics Association Award for Best Cinematography Houston Film Critics Society Award for Best Cinematography San Diego Film Critics Society Award for Best Cinematography Washington D. C. Area Film Critics Association Award for Best Cinematography Nominado - Chicago Film Critics Association Award for Best Cinematography Nominado - Florida Film Critics Circle Award for Best Cinematography Nominado - Los Angeles Film Critics Association Award for Best Cinematography Nominado- San Francisco Bay Area Film Critics Circle Award for Best Cinematography Nominado - St. Louis Gateway Film Critics Association Award for Best Cinematography Nominado - Critics' Choice Movie Award for Best Cinematography Pendente - Satellite Award for Best Cinematography |
| 2022 | The Batman                  | Matt Reeves      | |
| TBA  | True Love                   | Gareth Edwards   | Rodándose; con Oren Soffer |

### Televisión
| Año  | Título          | Director(es)             | Episodios                                                                               |
| ---- | --------------- | ------------------------ | --------------------------------------------------------------------------------------- |
| 2019 | The Mandalorian | Dave Filoni Deborah Chow | Chapter 1: The Mandalorian Chapter 3: The Sin Chapter 7: The Reckoning (con Baz Idoine) |

## Premios y reconocimientos
Premios Óscar
| Año  | Categoría        | Película | Resultado |
| ---- | ---------------- | -------- | --------- |
| 2017 | Mejor fotografía | Lion     | Nominado  |